# Tokyo (singel)
„Tokyo” – pierwszy singel szwedzkiego wokalisty Danny’ego z jego debiutanckiej płyty Heart. Beats. Autorami tekstu do utworu są Jonas von der Burg, Anoo Bhagavan i Niclas von der Burg.

## Lista utworów
1. „Tokyo (Radio Version)”
2. „Tokyo (Extended Version)”
3. „Tokyo (Remix Version)”